# フローレンス・クック

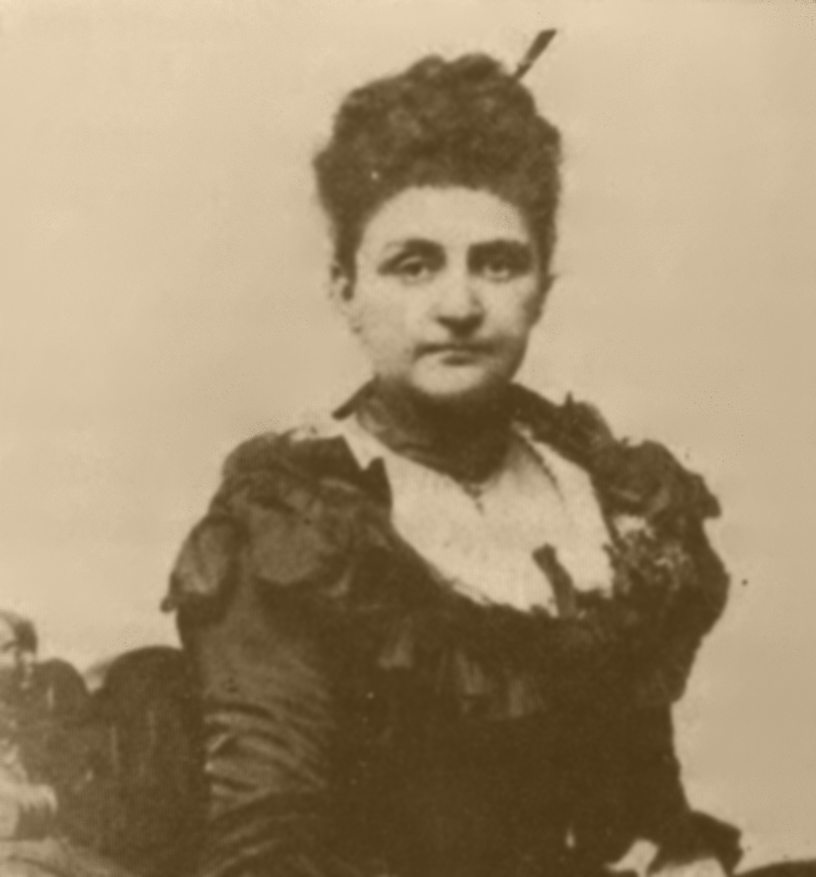
フローレンス・クック

フローレンス・クック（Florence Cook、1856年 - 1904年）は、イギリスの著名な霊媒師。英国最初の完全物質化霊媒として有名。ウィリアム・クルックスによる調査を受けた。
1回だけ非常に原始的な「トリック」を暴かれたことがあり、また同じく物質化現象を起こすことがあった霊媒D.D.ヒュームが「あれは本物ではない」と述べたという説もある。
一方で大量の証言、綿密な調査報告、写真があり、むしろあのトリックは何だったのか謎だという意見もある。未だに真偽が取り沙汰されている霊媒のひとり。

## 年譜
1856年　ロンドンのイーストエンドに生まれる。幼時から霊を見たり、その声を聞いたりすることがあったが、想像だと思っていたという。
1871年　15歳のとき、ティーパーティーのテーブル・ターニングで霊能力に気づく。
自宅で交霊会を開くようになり、自動書記で「The Spiritualist誌の編集者と知り合いになるように」というメッセージを得る。その縁でドルトン協会で交霊会を行うようになるが、霊がフローレンスの衣服を剥ぎ、また着せてみせるなどのハプニングが起きたため、公開交霊会への出席を中止。
1872年　4月、自宅でトランス状態に入ったところ「ケイティー・キング」と名乗る霊が現れ、以後3年間訪れて様々な現象を示すことを約束。
両親とフローレンス、妹ケイティー、メイドのメアリーで「ハクニー・サークル」を結成。富裕なチャールズ・ブラックバーンが1年間の弁護士依頼料を援助。
1873年　交霊会に出席したウィリアム・ボルクマンが、「ケイティー・キング」がフローレンスに似ていたため詐欺だと怒り、霊姿を掴む。驚いた他の出席者が慌ててボルクマンを取り押さえると、霊姿は消えた。
ボルクマンがすぐにキャビネットを開けてみると、縛られたままのフローレンスが鼻血を出していたが、無事だった（※ボルクマンはその後すぐ別の霊媒と結婚したため、意図的に交霊会を妨害したのではないかという嫌疑がかけられた）。
なお、「ケイティー・キング」の容貌はあまり一定していなかった。基本的にはフローレンスに似た年恰好だったが、肌や髪の色が変わったり、顔立ちが変わったりすることもしばしばあったという。
このころ、D.D.ヒュームの調査をしていたクルックスがフローレンスの調査を申し込む。
1874年　2月、クルックスがフローレンスと「ケイティー・キング」に関する調査を発表。
1874年　5月21日、「ケイティー・キング」が2度と現れないことを宣言して去る。
1874年　結婚し、霊媒をしばしば休業するようになる。
「ケイティー・キング」が去った後は「マリー」と名乗る霊が現れるようになり、交霊会で踊ったり歌ったりするパフォーマンスを行った。
1880年　1月9日、ジョージ・シットウェル卿が「マリー」をつかんでみたらフローレンスだった、という事件が起きる。以後フローレンスは交霊会の間自分の手足を縛り、さらに自分がこもっているキャビネットに立会人を入れておくことを要求した。
1899年　ベルリンのスフィンクス・ソサエティの実験交霊会に出席。「マリー」が出現し、その信憑性が確認された。
1904年　4月24日、フローレンス他界。
ウィリアム・クルックスは「自分の死後存続に対する確信の多くは、彼女の確かな霊媒能力による」と再度宣言した。

## 参考：
- ISS:Florence Cook